# Tetrastichus tortricis
Tetrastichus tortricis är en stekelart som beskrevs av Kostjukov och Seregina 1989. Tetrastichus tortricis ingår i släktet Tetrastichus och familjen finglanssteklar.
Artens utbredningsområde är Ukraina. Inga underarter finns listade i Catalogue of Life.